# Henry Westerberg
John Henry Westerberg, född 13 oktober 1901 i Örebro, död 8 mars 1991 i Västra Frölunda, svensk ingenjör. Han var anställd som konstruktör på AB Volvo från hösten 1925 med en månadslön på 300 kronor. Westerberg var den första som anställdes i det som skulle bli AB Volvo, men också den första som avskedades, då han på våren 1926 fick sluta på företaget. Han fick dock tillbaka sin anställning på hösten samma år, och blev kvar i företaget i 55 år. Henry Westerberg övertog Jan G. Smiths arbete 1925 med framtagning av de grundläggande mekaniska delarna till Volvos första personbil, Volvo ÖV4.
Henry Westerberg gick i pension 1980, vid 79 års ålder.

### Fotnoter
1. ↑  300 kronor år 1925 motsvarar i 2007 års penningvärde cirka 7100 kronor. Skatten på löner på 1920-talet var inte mer än cirka 10%. En verkstadsarbetare 1924 hade en årslön på 3000 kronor, det vill säga 250 kronor per månad.
2. ↑  Kungl. Myntkabinettet: Räkna ut penningvärdet Arkiverad 20 december 2008 hämtat från the Wayback Machine.